# 初期ローマの七丘
初期ローマの七丘（ラテン語: Septimontium セプティモンティウム）とは、古代ローマのアゴナリア祭の一つで12月11日に祝われる「七丘祭」、または七丘祭で祝われる対象の「七丘」のことをいう。
この七丘は、都市ローマ成立前に人が定住したと伝えられる七丘で、オッピウス（オッピオ）、パラティウム（パラティーノの東側）、ウェリア（ヴェーリア）、ファグタル（オッピオの一部）、ケルマルス（パラティーノの西側）、カエリウス（チェリオ）、キスピウスの7つである。 ※カッコ内は現代のイタリア語での表記
都市ローマ成立後、神話にて都市の起源とされたいわゆる「ローマの七丘」のことを指すのではなく、それよりも地理的に狭い範囲（パラティヌスに近い狭い範囲）の丘のことを言った。ローマの七丘に含まれるパラティヌスは東西2つの丘（パラティウムとケルマルス）として扱われ、エスクイリヌスは3つに分離しその南西側の2つ（オッピオとファグタル）が初期ローマの七丘の中に加えられている。
紀元前31年のローマの地図上に示した、ローマの七丘およびその他の主要地形の名称。都市を囲む黒点線はセルウィウス城壁
初期ローマの七丘
都市ローマ成立前に人が定住したと伝えられる七丘で、オッピウス（オッピオ）、パラティウム（パラティーノの東側）、ウェリア（ヴェーリア）、ファグタル（オッピオの一部）、ケルマルス（パラティーノの西側）、カエリウス（チェリオ）、キスピウスの7つである。
※カッコ内は現代のイタリア語での表記。
ローマの七丘

都市ローマの起源となったローマの七丘は、アウェンティヌス（アヴェンティーノ）、カピトリヌス（カンピドリオ）、カエリウス（チェリオ）、エスクイリヌス（エスクイリーノ）、パラティヌス（パラティーノ）、クイリナリス（クイリナーレ）、ウィミナリス（ヴィミナーレ）の7つである。
※カッコ内は現代のイタリア語での表記。
現代のローマ七丘
アウェンティヌス（アヴェンティーノ）、カピトリヌス（カンピドリオ）、パラティヌス（パラティーノ）、クイリナリス（クイリナーレ）、ホルトゥロルム（ピンチョ）、ヤニクルム（ジャニコロ）、オッピウス（オッピオ）の7つである。
※カッコ内は現代のイタリア語での表記。